# 高向地区

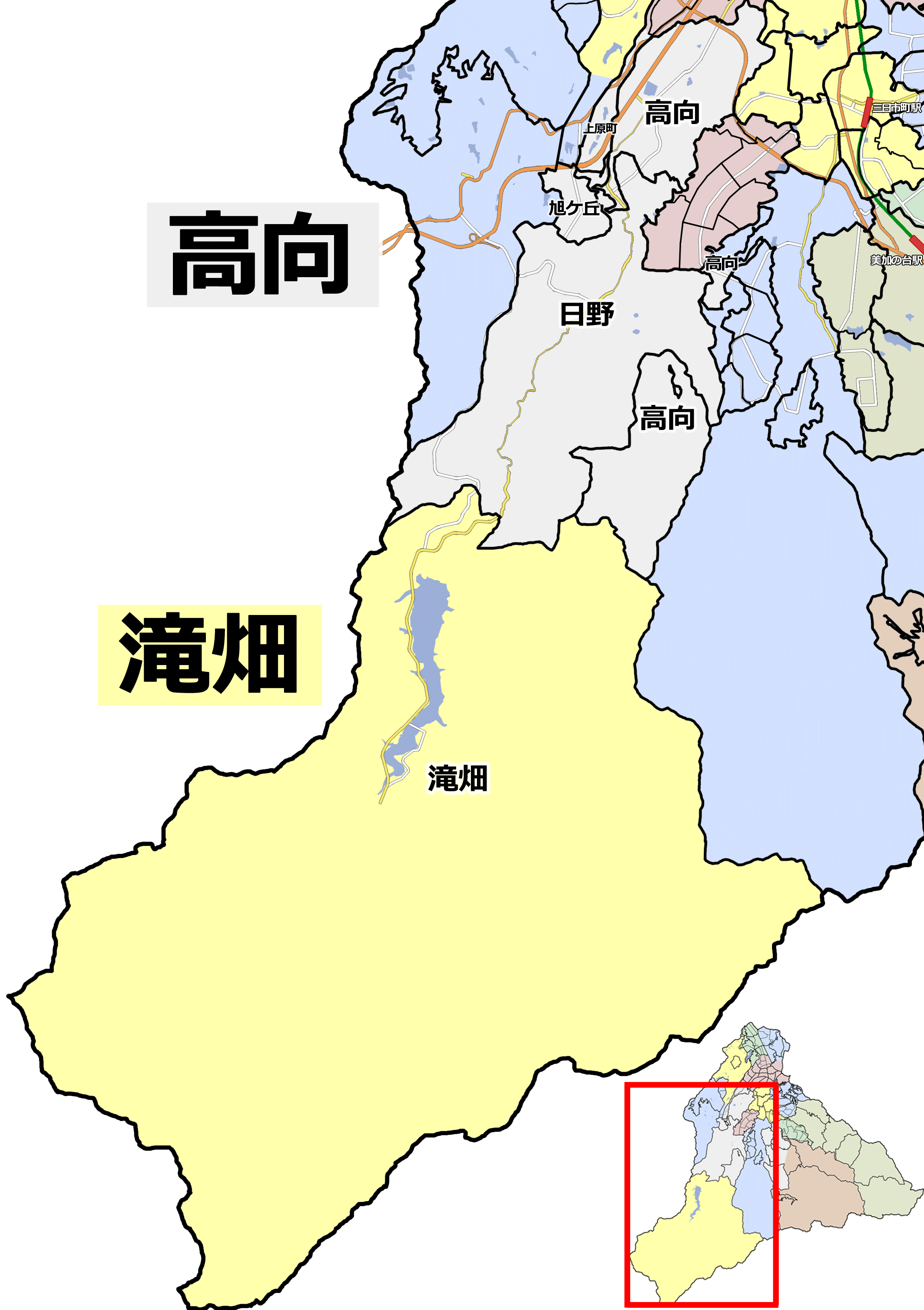
高向地区の地図
北（灰色）:高向、南（黄色）:滝畑

高向地区（たこうちく）は、大阪府河内長野市の地域。河内長野市立高向小学校の学区に該当する。
本項では概ね同地域に存在した南河内郡高向村（たこうむら）についても述べる。

## 概要
高向地域には、旧石器時代からの高向遺跡のほか、高向王の墓と伝えられる古墳があり、文献には高向の地名が平安期から初出するなど、比較的深い歴史がある。

### 沿革
- 1889年（明治22年）4月1日 - 町村制の施行により、錦部郡高向村、滝畑村、日野村の区域をもって高向村が成立。
- 1896年（明治29年）4月1日 - 高向村の所属が南河内郡に変更。
- 1954年（昭和29年）4月1日 - 高向村が長野町、天見村、加賀田村、川上村、三日市村と新設合併して河内長野市が発足。同市の一部となる。

### 村長
- 曽和義弌

## 地理
石川上流の狭長な河岸段丘にそって集落があり、概ねその谷に沿った地域にある。北部は箱状谷となって比較的平地が多く、日野より南部は渓谷が目立つようになる。特に滝畑周辺は一徳防山、岩湧山を中心に山岳地となっている。石川沿いに大阪府道61号堺かつらぎ線が地域を貫くように通るが、日野より南側は狭小路線のため市道で代替されている。
高度経済成長期以降は、北部を中心に住宅地や商業地が隣接しているが、田畑の広がる集落も多く残っており、南部は山岳地であり金剛生駒紀泉国定公園内の滝畑を中心に行楽地にもなっている。
- 山岳：一徳防山、岩湧山、灯明岳、三国山
- 河川：石川
- 湖沼：滝畑ダム

## 地域

### 高向

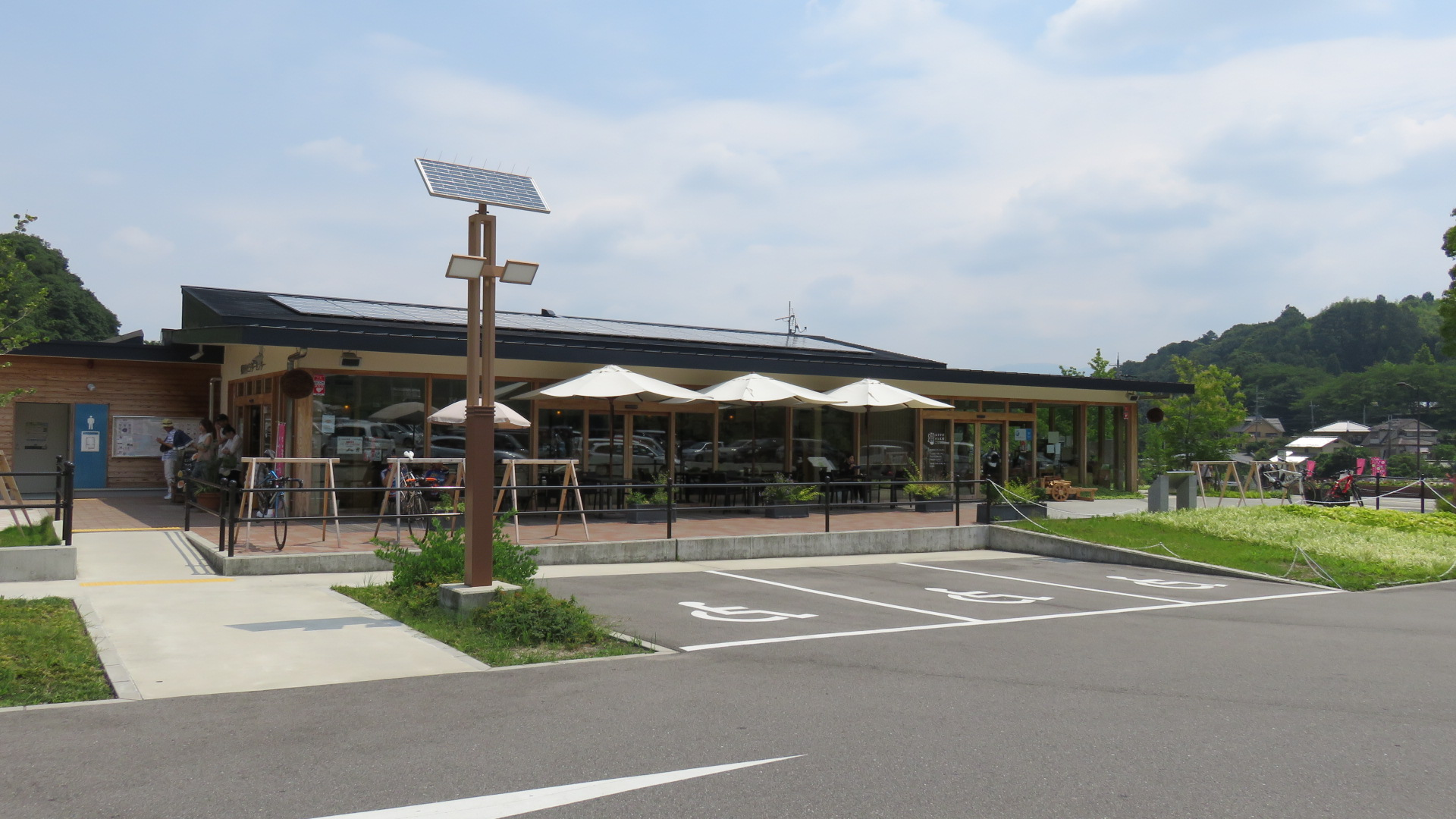
道の駅 奥河内くろまろの郷

高向村の由来は飛鳥時代の学者である高向玄理に因むとされる。石川流域に沿って古くからの集落や田畑が広がっており、北部は大阪外環状線沿いに商業施設が並ぶ。現在の高向小学校付近がこの地域の中心地であり、それより北東部を下村と呼んだ。高向村役場跡が高向公民館となっている。東部と南部に飛び地があり、南部は一徳防山をはじめとした山間部となっている。
主な施設、旧跡など
- 高向神社
- 花の文化園
- 奥河内くろまろの郷
- JA大阪南高向支店

### 旭ケ丘
読みは「あさひがおか」。天野山スカイタウンとして旭化成によって造成された小規模住宅地。都市公園としては旭ヶ丘第1-5緑地がある。北端は大阪外環状線と立体交差し、小山田町と接している。
主な施設、旧跡など
- 仁王山城跡

### 日野

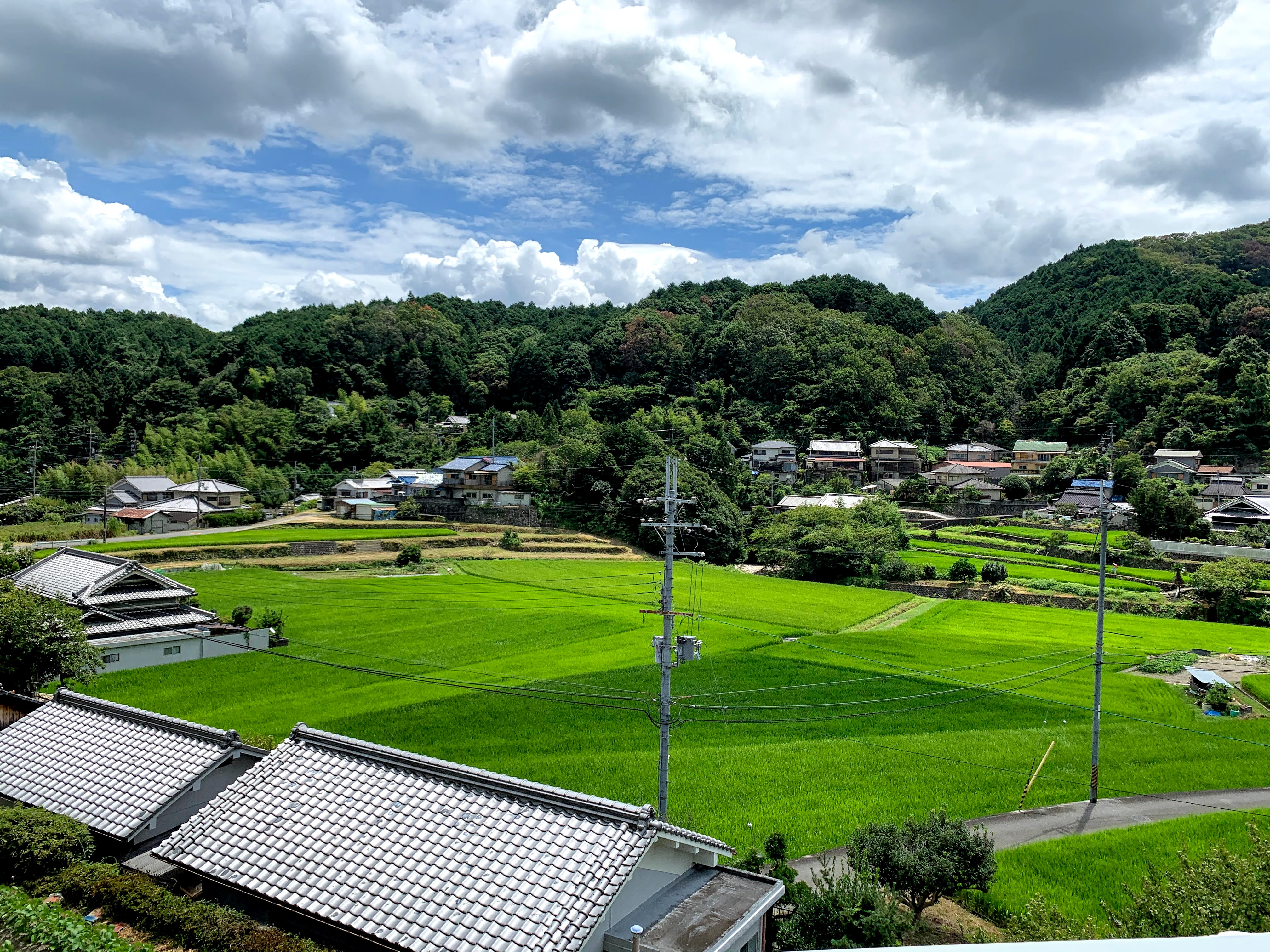
日野地区

読みは「ひの」。古くは「比野」とも書き、平安期より地名が文献に残る。石川沿いの自然豊かな地区で、北部に昔ながらの集落が高台にあり、川沿いの開かれた土地には田畑が広がる。集落沿いには南北に府道河内長野かつらぎ線が通っているが、狭小路線のため南部は主に市道が使われている。
主な施設、旧跡など
- 勝光寺
- 日野観音寺 - 重要文化財の大日如来坐像を有する[2]。廃仏毀釈によって廃寺となるが、平安後期より金剛寺と並んで繁栄した寺であった[1]。
- 日野コミュニティセンター
- 日野浄水場
- 堺ビッグボーイズグランド
- 岩立城跡

### 滝畑

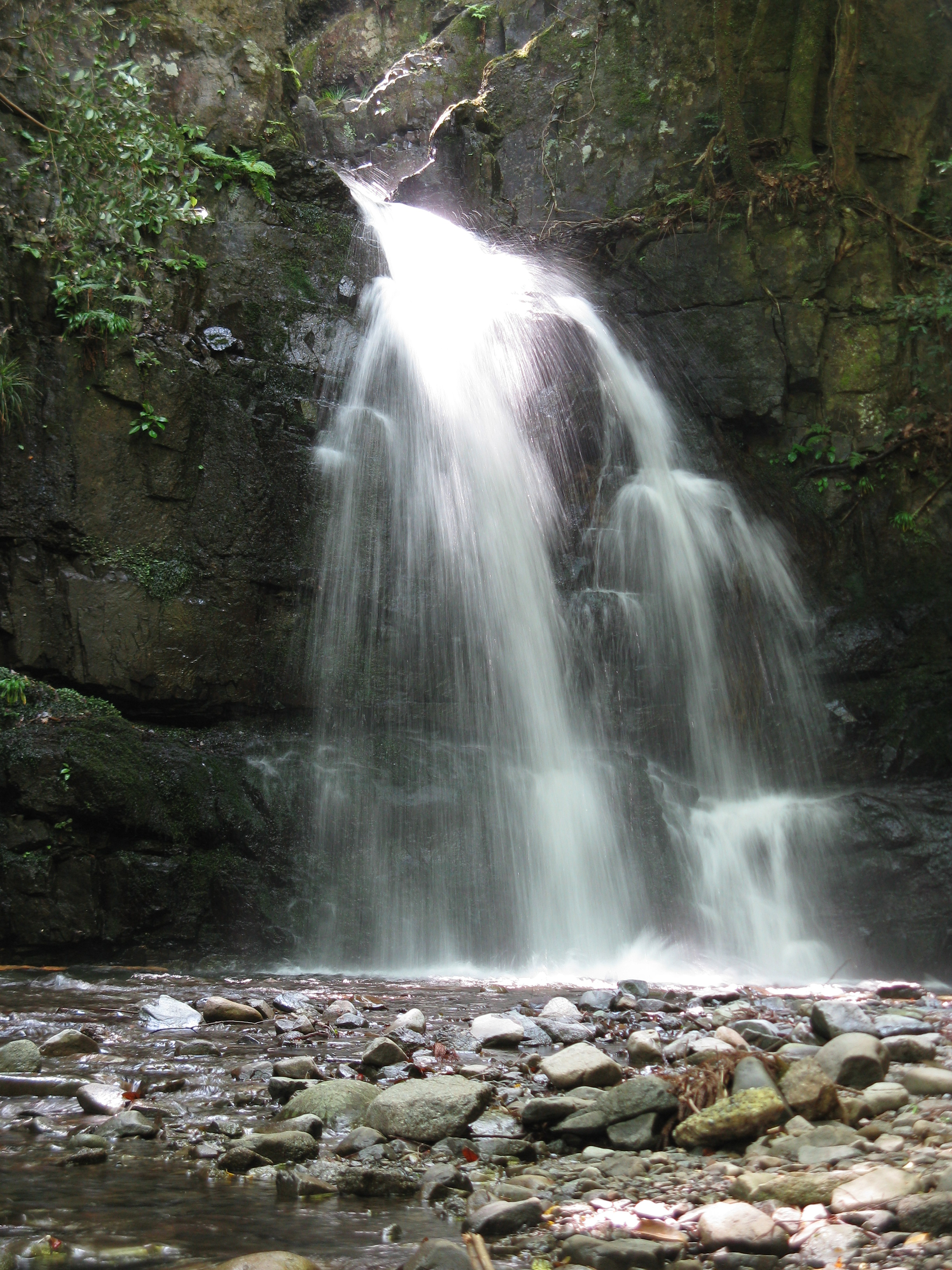
荒滝

読みは「たきはた」。地名の由来は多数の瀑布があることによるとされる。滝尻、横谷という集落がある。葛城二十八宿修験の第十三、十四番経塚などがあり、また左近家住宅のように江戸中期の民家遺構が多くある。旧来の滝畑の中心地はダム湖となっており、1981年（昭和56年）に完成した滝畑ダム建設の際には多くの家屋の移転を余儀なくされた。なお、当時は滝乃郷温泉という温泉旅館が存在していた。現在、ダム湖周辺ではバーベキュー等が行える河川敷を中心に行楽地となっている。
主な施設、旧跡など
- 滝畑ダム
- 滝畑四十八滝
- 光滝寺
- 天神社
- 滝畑ふるさと文化財の森センター
- 左近家住宅
- 岩湧山
- 蔵王峠

## 教育
- 河内長野市立高向小学校
- 河内長野市立西中学校（天野地区）

## 交通
道路
- 大阪府道・和歌山県道61号堺かつらぎ線
- 大阪府道218号河内長野かつらぎ線
- 国道170号 大阪外環状線
- 国道371号 大阪橋本道路